# Cité Stemler
La cité Stemler est une voie du 19e arrondissement de Paris, en France.

## Situation et accès
La cité Stemler est une voie située dans le 19e arrondissement de Paris. Elle débute au 56, boulevard de la Villette et se termine en impasse.

## Origine du nom
La voie tire son nom de celui d'un ancien propriétaire local.

## Historique
Cette voie en impasse, ouverte vers 1860 sous le nom de « passage Stemler », devint une cité vers 1908 en prenant sa dénomination actuelle.